# Sotiria Loucopoulos
Sotiria Loucopoulos (* 11. Juli 1974 in Friedrichshafen) ist eine deutsche Schauspielerin.

## Leben und Karriere
Sotiria Loucopoulos hat griechische Wurzeln. Sie begann nach dem Schulabschluss, als Schauspielerin zu arbeiten. Sie spielte in vielen Filmen und Fernsehserien mit. Bekannt wurde sie durch ihre Rolle als Nicole Büchner in der ARD-Soap Verbotene Liebe, die sie eineinhalb Jahre lang spielte.

## Filmographie (Auswahl)
- 1995: Westerdeich
- 1995–1996: Verbotene Liebe
- 1997–1998: Die Schule am See
- 1998: Balko
- 1999: Bass-Stop
- 2000: Samt und Seide (Serie)
- 2000: Im Namen des Gesetzes
- 2001: Der Fenstersturz
- 2002: Mama und ich
- 2002: Herzschlag – Das Ärzteteam Nord
- 2002: Allein unter Freunden
- 2003: Uncertain
- 2004, 2021: Alarm für Cobra 11 – Die Autobahnpolizei
- 2004: Tatort - Erfroren
- 2005: Soko Köln
- 2005: Epiphania
- 2004–2006: Die Sitte
- 2006: Pastewka
- 2007: Der Lehrer
- 2008: Rennschwein Rudi Rüssel
- 2008: Myps
- 2013: Aprikosen im Glas
- 2016: Dimitrios Schulze
- 2018: Tatort: Tod und Spiele
- 2021: Tatort: Heile Welt
- 2023: Bettys Diagnose
- 2023: In aller Freundschaft – Die jungen Ärzte